# Bill Cosby
William Henry „Bill“ Cosby, Jr. (* 12. července 1937 Filadelfie) je americký herec, komik, spisovatel, televizní producent, hudebník a aktivista. Byl obviněn z několika sexuálních trestných činů a 25. září 2018 byl odsouzen na 3 až 10 let vězení.

## Životopis

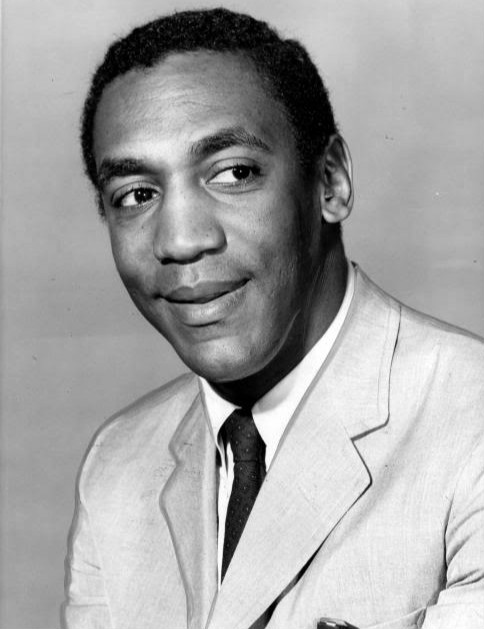
Bill Cosby v roce 1965

### Kariéra
Mezi jeho nejznámější role patří postavy Cliffa Huxtablea v sitcomu Show Billa Cosbyho a Alexandra Scotta v dobrodružném seriálu Já, špion.
Za jeho herecké a hudební počiny mu byla udělena řada ocenění, včetně ceny Emmy, Zlatého glóbu, Grammy Award a prezidentské medaile svobody. Rovněž tak je nositelem mnoha čestných doktorátů.

## Soukromý život
Od roku 1964 je ženatý s Camille O. Cosbyovou, se kterou má pět dětí: dcery Eriku Ranee, Erinn Chalene, Ensu Camille, Evin Harrah a syna Ennise Williama (zastřelený roku 1997).

## Obvinění ze znásilnění
V roce 2005 Andrea Constandová, manažerka z Temple University, zažalovala Billa Cosbyho a obvinila ho, že ji zdrogoval a sexuálně zneužil. Během soudního procesu se přidalo dvanáct dalších žen, které si přály zůstat v anonymitě, ale nebyly ochotny samy Cosbyho žalovat. Proces skončil smírem a finanční kompenzací neznámé výše.
Na podzim 2014 se opět americká média začala zabývat výpověďmi žen, které prohlašují, že byly znásilněny nebo pohlavně zneužity Billem Cosbym. Doba, kdy k těmto činům mělo dojít, má velké časové rozpětí (první 1969, poslední 2004), většina z nich se datuje do 80. let, v době hercovy největší popularity. Žen, které s obviněním vyšly na veřejnost, je patnáct a jejich výpovědi se zdají mít podobné schéma. Prvek, který se v nich objevuje často, je droga, jež jim měla být Cosbym dána do pití a která způsobila ztrátu orientace a sebereflexe. Žádné obvinění proti Billu Cosbymu nedošlo do fáze soudního případu, s výjimkou Andrey Constandové.

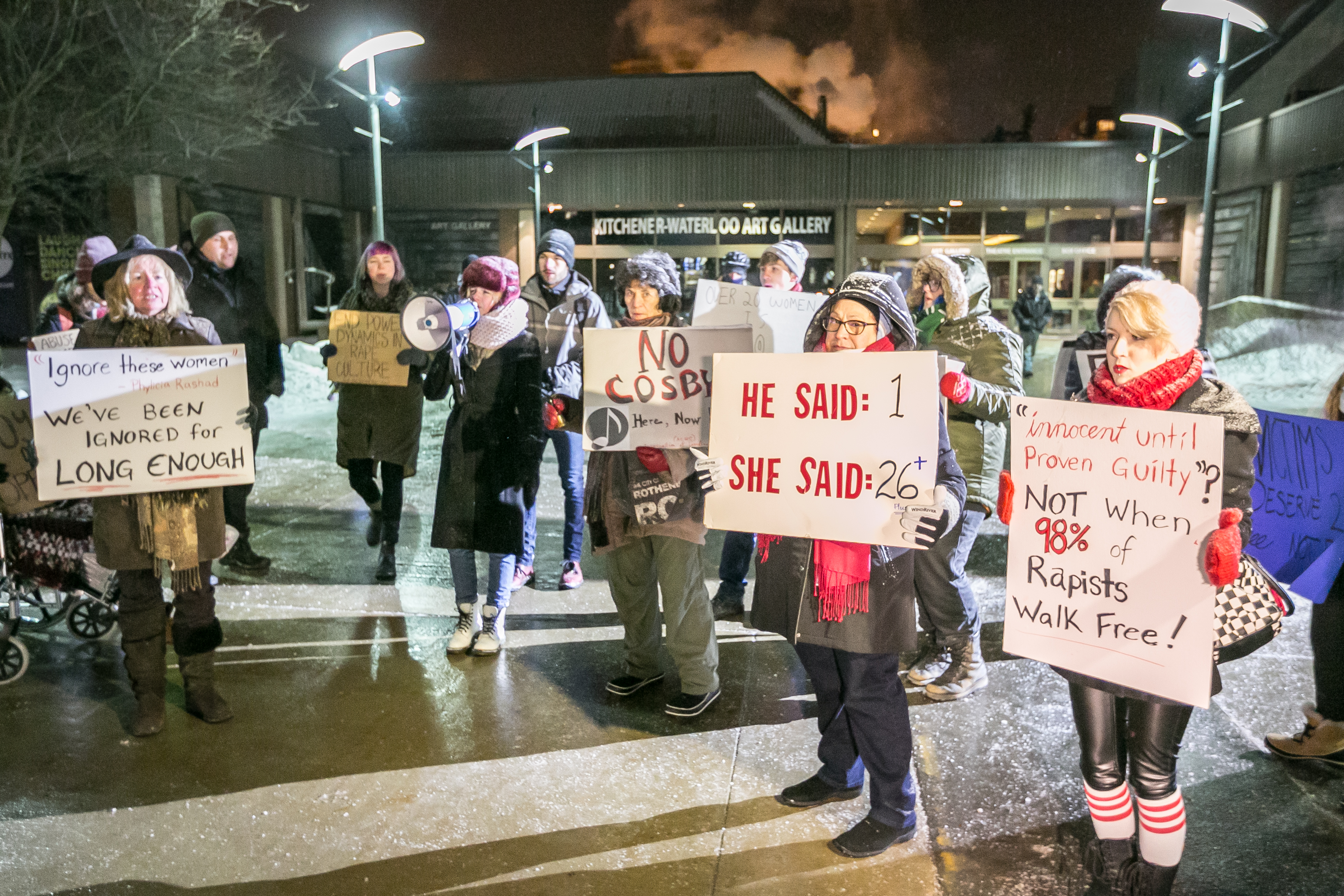
Demonstrace proti vystoupení Billa Cosbyho v kanadském Kitcheneru v roce 2015

Na začátku července 2015 vyšly na povrch záznamy z roku 2005 (z případu s Andreou Constandovou), ve kterých se Bill Cosby pod přísahou přiznal, že si sehnal sedativum s názvem Quaaludes, kterým měl v úmyslu zdrogovat minimálně dvě ženy, aby je poté pohlavně zneužil. 30. prosince 2015 byl Cosby oficiálně obviněn ze znásilnění Andrey Constandové.
Dne 26. dubna 2018 pensylvánský soud v Montgomery County (po nejasném výsledku předchozího procesu z června 2017) rozhodl o jeho vině ve třech případech sexuálního napadení (vůči Andree Constandové).
V září 2018 soudce rozhodl, že Cosby nastoupí do vězení, přičemž přesná délka trestu není jasná. Během několika let Cosbyho ze sexuálního napadení obvinilo více než 60 žen, přičemž ve většině případů jeho potrestání bránilo překročení promlčecí lhůty. Případ Andrey Constandové však promlčený nebyl. Do případu zapojená psycholožka dospěla k závěru, že se jedná o nebezpečného sexuálního predátora s vážnou poruchou osobnosti. Soudce proto Cosbymu nařídil doživotní docházení na terapii a nechal jej zařadit do registru pachatelů sexuálních zločinů.